# Nazionale maschile di rugby a 15 della Corea del Sud
La nazionale di rugby a 15 della Corea del Sud (in coreano 대한민국 럭비 국가대표팀) rappresenta la Corea del Sud nel rugby a 15 maschile a livello internazionale.
La squadra fu riconosciuta con il nome di Corea dell'International Rugby Board.
La nazionale fa parte della Korea Rugby Union.
La Corea dopo il Giappone è la miglior nazionale di rugby dell'Asia. Nonostante ciò non ha ancora debuttato nella Coppa del mondo di rugby.
La nazionale ha vinto 5 volte il Campionato asiatico e per 11 volte è arrivata seconda, solo due volte terza.

## Palmarès
- Campionati asiatici: 5
1982, 1986, 1988, 1990, 2002